# Jacobus Boonen
Jacobus Boonen (Antwerpen, 11 oktober 1573 – Brussel 30 juni 1655) was een prelaat en jurist.  Hij was van 1617 tot 1620 de zesde bisschop van het bisdom Gent en van 1621 tot 1655 de vierde aartsbisschop van Mechelen. Hij zette de kerkelijke hervormingen van zijn voorganger Matthias Hovius voort, maar zijn episcopaat werd getekend door de discussies rond het jansenisme.

## Levensloop
Jacobus Boonen was de zoon van Cornelius Boonen, kanselier van Brabant, en van Geertruyde van den Heetvelde. Zijn vader spande als lid van de in 1571 opgerichte Raad van Justitie in naam van de Hertog van Alva in Antwerpen processen aan tegen ketters en opstandelingen en werd daarom in 1579 vermoord door politieke tegenstanders. Het gezin vluchtte naar Keulen en Jacobus vervolgde zijn studies in Maastricht en Pont-à-Mousson. 
Boonen studeerde te Leuven (1587-95) en vestigde zich als advocaat bij de Raad van Brabant.  Hij vergezelde de prins van Arenberg op een diplomatieke missie in de Republiek en werd nadien zijn zaakgelastigde in de Republiek.
Op  28 mei 1611 werd hij tot priester gewijd en maakte snel carrière. Hij werd lid van het geestelijk hof van de aartsbisschop Matthias Hovius, geestelijk raadsheer in de Grote Raad van Mechelen (1611) en deken van het Sint-Romboutskapittel (1612) waar hij Frans van der Burch verving toen die bisschop van Gent benoemd werd.

## Bisschop

### Bisschop van Gent
Op  28 november 1616 werd hij tot bisschop van Gent aangesteld en op 5 februari 1617 door de  aartsbisschop van Mechelen Matthias Hovius gewijd. Hij was 43 jaar. Hij koos als bisschopsleuze Vince in bono (Overwin met het goede).
Op 20 juni 1621, bij het bezoek van Albrecht van Oostenrijk aan de Sint-Martinuskerk (Gent), wijdde hij de (op kosten van Albrecht en Isabella) vergrote doopkapel van deze kerk in.

### Aartsbisschop van Mechelen
Op 7 juli 1620 werd hij tot aartsbisschop van Mechelen gekozen en op 13 oktober 1621 bevestigd. In tegenstelling tot zijn voorganger speelde Boonen op politiek gebied een belangrijke rol. Hij zetelde in de Staten van Brabant en vanaf 1626 in de Raad van State. In 1632 leidde hij met de hertog van Aarschot een delegatie die vredesonderhandelingen voerde met de Staten-Generaal in Den Haag. Ook speelde hij een bemiddelende rol tussen de ontevreden adel en aartshertogin Isabella. Hij maakte ook deel uit van de interim-besturen van de landvoogden Isabella (tot 1633) en Ferdinand van Oostenrijk (1634-1641). Door zijn politieke activiteiten verbleef Boonen meer in Brussel dan in Mechelen.
Het herstel van de discipline bij de geestelijkheid en bij de gelovigen en de uitbreiding van het onderwijs lagen hem nauw aan het hart.  Tijdens zijn episcopaat verscheen de tweede Mechelse catechismus van Willem de Pretere (1578-1626).
In 1627 wijdde hij, in aanwezigheid van aartshertogin Isabella, de koepelkerk van Onze-Lieve-Vrouw van Scherpenheuvel in (die in 1922 tot basiliek werd verheven). Op 15 juni 1629 legde hij de eerste steen van het huidig Mechels begijnhof.
In 1645 droeg Joost van den Vondel zijn dichtbundel Altaergeheimenissen aan hem op.

#### Geschorst
Hij was zoals zijn Suffragaanbisschop Antonius Triest (bisschop van Gent) gewonnen voor de theorieën van Jansenius en weigerde op juridische gronden de pauselijke veroordelingsbul In imminenti van 1643 af te kondigen.
In 1652 werd hij door paus Innocentius X kerkelijk geschorst maar verkreeg later absolutie en werd in zijn ambt hersteld, nadat hij zich had onderworpen.
Op 30 juni 1655 overleed hij te Brussel (82 jaar oud). Hij werd bijgezet aan de rechterzijde van de crypte van de Sint-Romboutskathedraal, waar zich de graven van de aartsbisschoppen van Mechelen bevinden.